# Khaemwese
|  | Per a altres significats, vegeu «Khaemwaset». |

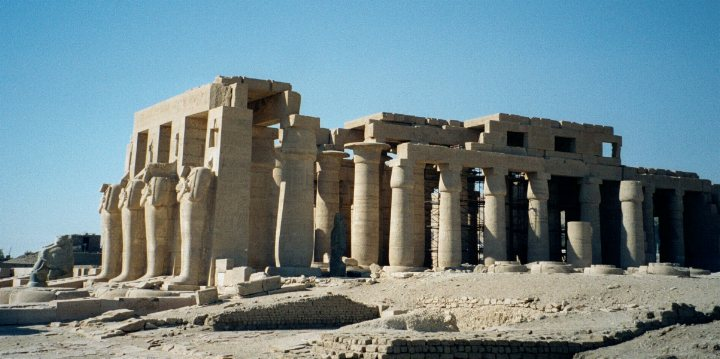
Ramesseum

Khaemwese (o també Khaemwase, Khaemweset i Khaemwaset), fou el quart fill de Ramsès II i el segon de la reina Isetnofret. Probablement va néixer abans que el seu pare fos rei. No va participar en general als combats i es creu que tenia unes característiques més intel·lectuals i va iniciar la carrera de sacerdot. Va ser el creador del Serapeum de Saqqara. Es va casar amb una dona anomenada Nubnofret.
Apareix a una batalla a Núbia junt amb son germà Amonherkhepsef i a una campanya a Tunip (Síria). Les seves funcions sacerdotals les va exercir al temple de Ptah a Memfis. Al Serapeum ell mateix indica que va ascendir al sacerdoci de Ptah molt jove i fou sem-sacerdot poc després. Fou gran sacerdot de Ptah vers el 25è any de regnat del pare, quant tenia prop dels trenta anys. El càrrec va esdevenir més important, ja que Ramsès II volia contraposar-lo al de gran sacerdot d'Amon a Karnak. Era l'encarregat de les cerimònies de Ptah, Sokar, Osiris, Ra, Apis i altres i l'encarregat dels festivals Set (els festivals en honor del faraó que es feien els 30 anys de regnat i després periòdicament cada 2 o 3 anys). Va supervisar la construcció del Ramesseum i la gran sala hipòstila del temple de Karnak així com edificis de Pi-Ramsès i el mateix temple de Ptah a Memfis. En la campanya de restauració del seu pare va netejar una dotzena de piràmides, temples, tombes, capelles i estàtues. Com encarregat del culte a Apis i la seva momificació a la mort del brau, va construir el Serapeum, lloc destinat a l'enterrament dels braus sagrats.

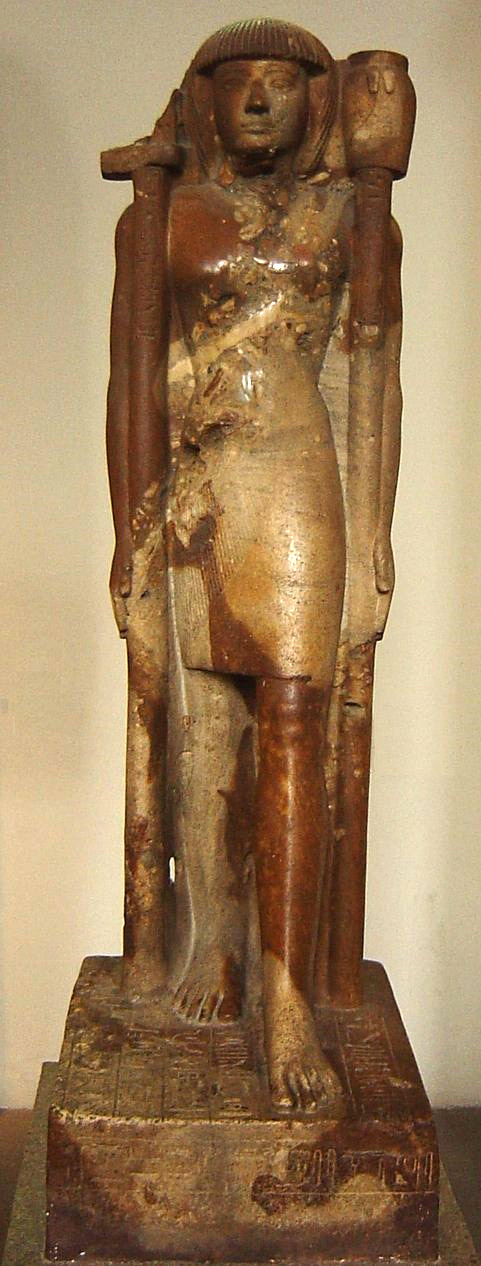
Khaemwese

Va organitzar els primers nou festivals Set del pare.
Probablement fou príncep hereu algun temps. Al 52è any de regnat ho era un germà gran, Ramessu, i el 55è any ja ho era Meremptah. Probablement fou hereu entre l'any 53è i el 54è si no va morir abans, vers el 52 aC.
Va morir abans que el seu pare, entre el 52è i el 55è any de regnat de Ramsès II. Fou enterrat a Guiza o Saqqara. Fou recordat com un gran erudit i mag després de la seva mort.
Una mòmia d'un home de mitjana edat trobada al Serapeum el 1851 podria ser la seva, però Mariette, el seu descobridor, diu que la mòmia hauria caigut allí d'un altra tomba al damunt, i les evidencies no són concloents. Un edifici trobat a 1 km al nord del Serapeum segons el seu descobridor el japonès Sakuji Yoshimura, podria ser un temple associat a Khaemwese (el seu nom i imatges eren gravades en molts llocs de l'edifici) o a la seva tomba.